# Calosota charitolophoides
Calosota charitolophoides är en stekelart som först beskrevs av Girault 1915.  Calosota charitolophoides ingår i släktet Calosota och familjen hoppglanssteklar. Inga underarter finns listade.